# 里昂主宫医院
里昂主宫医院（法語：Hôtel-Dieu de Lyon，發音：[otɛl djø də ljɔ̃]）是里昂一所具有历史意义的开业医院，位于里昂市中心的半岛区，罗讷河西岸。这座建筑最初建于中世纪，最初是宗座兄弟会（Confrérie des frères pontifes，大约1184年），供当地和旅行来此神职人员聚会和避静。然而，1454年主宫雇佣了第一个医生，遂成为一个功能齐全的医院，是法国最重要的医院之一。由于里昂以贸易和季节性展览会著称，早期许多病人是外国旅客。 
1532年，主宫医院任命前方济各会/本笃会修士出身的医生和伟大的人文主义者弗朗索瓦·拉伯雷，他在此任职期间写作了《巨人传》。
在17世纪和18世纪，主宫医院大规模扩建，在其鼎盛时，甚至一直延伸到贝勒库尔广场，今日中央邮局所在地点。
主宫医院除了是里昂的一所重要医院之外，还设有博物馆。2015年5月，宣布該建築於將改建為豪華酒店「里昂洲際酒店」，於2018年開業。